# Matshishkapeu
Matshishkapeu és una deïtat de la mitologia innu, és l'esperit de l'anus (literalment "l'home pet"), el qual conversa sovint amb els innus quan surten a caçar, a pescar o a recol·lectar. Matshishkapeu és un personatge important tant en la mitologia com en la relació social quotidiana. Aquesta deïtat té un aspecte paradoxal: d'una banda té un vessant humorístic i és un dels motius de bromes i rialles més importants entre els innus, i de l'altra és un personatge seriós, considerat un dels esperits més poderosos del panteó dels innus, capaç de controlar tant els esperits dels animals (aueshish-utshimao, senyor dels animals) com el comportament dels humans.
En la mentalitat dels innus, Matshishkapeu pot parlar i cantar. Quan algú deixar anar una ventositat, no és la persona (ja sigui home, dona o infant) qui fa un pet, sinó Matshishkapeu que parla, canta o imita sons animals o mecànics. No obstant això, les seves paraules solen ser críptiques i no tothom les pot entendre.